# Franz Höfler

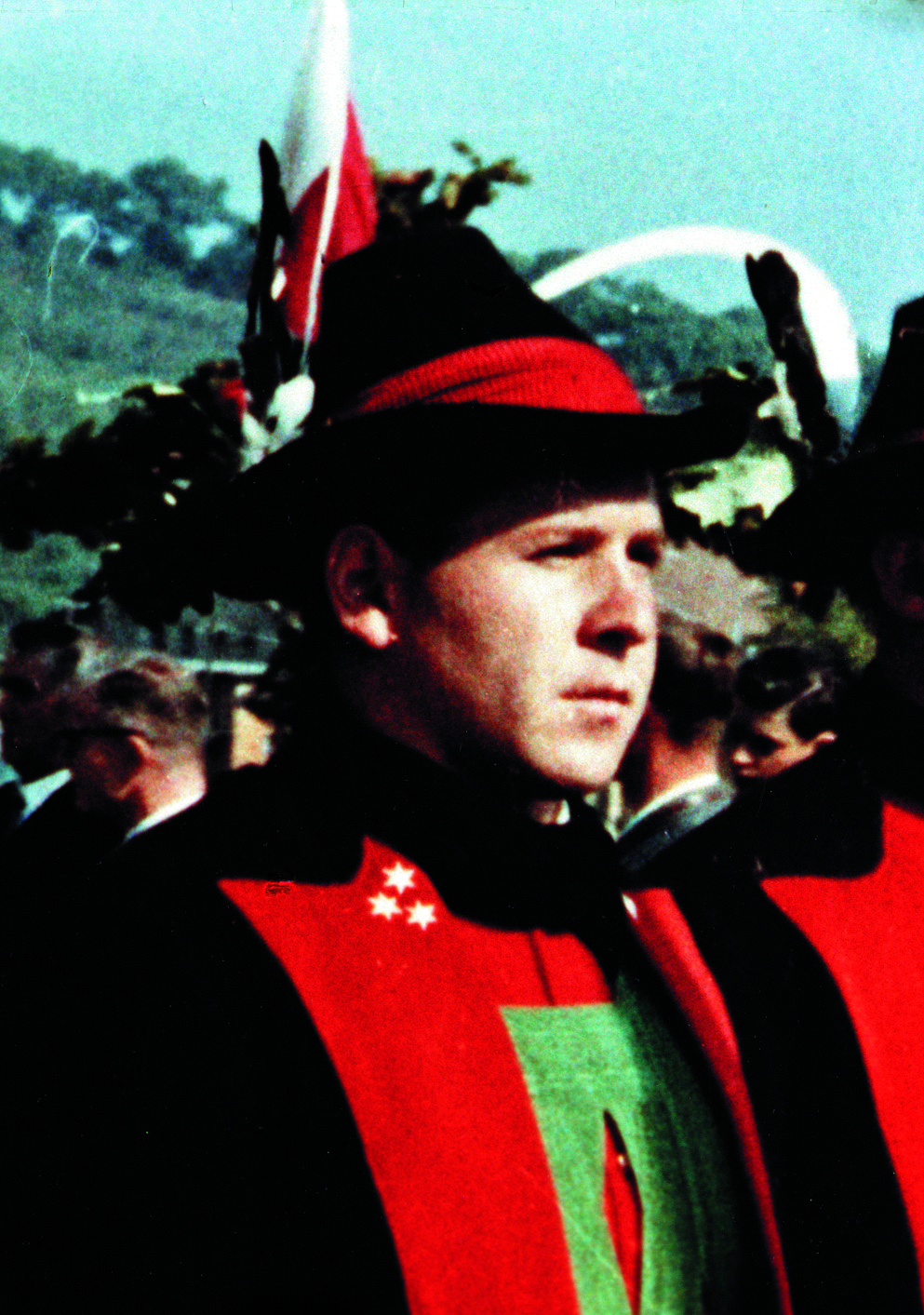
Fotografia de Franz Höfler.

Franz Höfler (Lana, 26 de setembre de 1933 - Bozen, 22 de novembre de 1961) fou un activista sudtirolès, oberjäger de la Schützen local el 1958. Va ingressar poc després en el Befreiungsausschuss Südtirol (BAS) de la mà de Sepp Kerschbaumer. Després de la Feuernacht del 12 de juny de 1961 fou el primer detingut el 15 de juliol a Meran, on el 26 de setembre va declarar haver estat torturat. Poc després fou tancat a la presó de Bozen, on va morir a l'hospital penitenciari a causa d'una paràlisi, en estranyes circumstàncies. Al seu funeral, el 29 de novembre, hi van assistir entre 10.000 i 15.000 persones. El 1984 li fou dedicat un carrer a Lana.